# Музей финского спорта

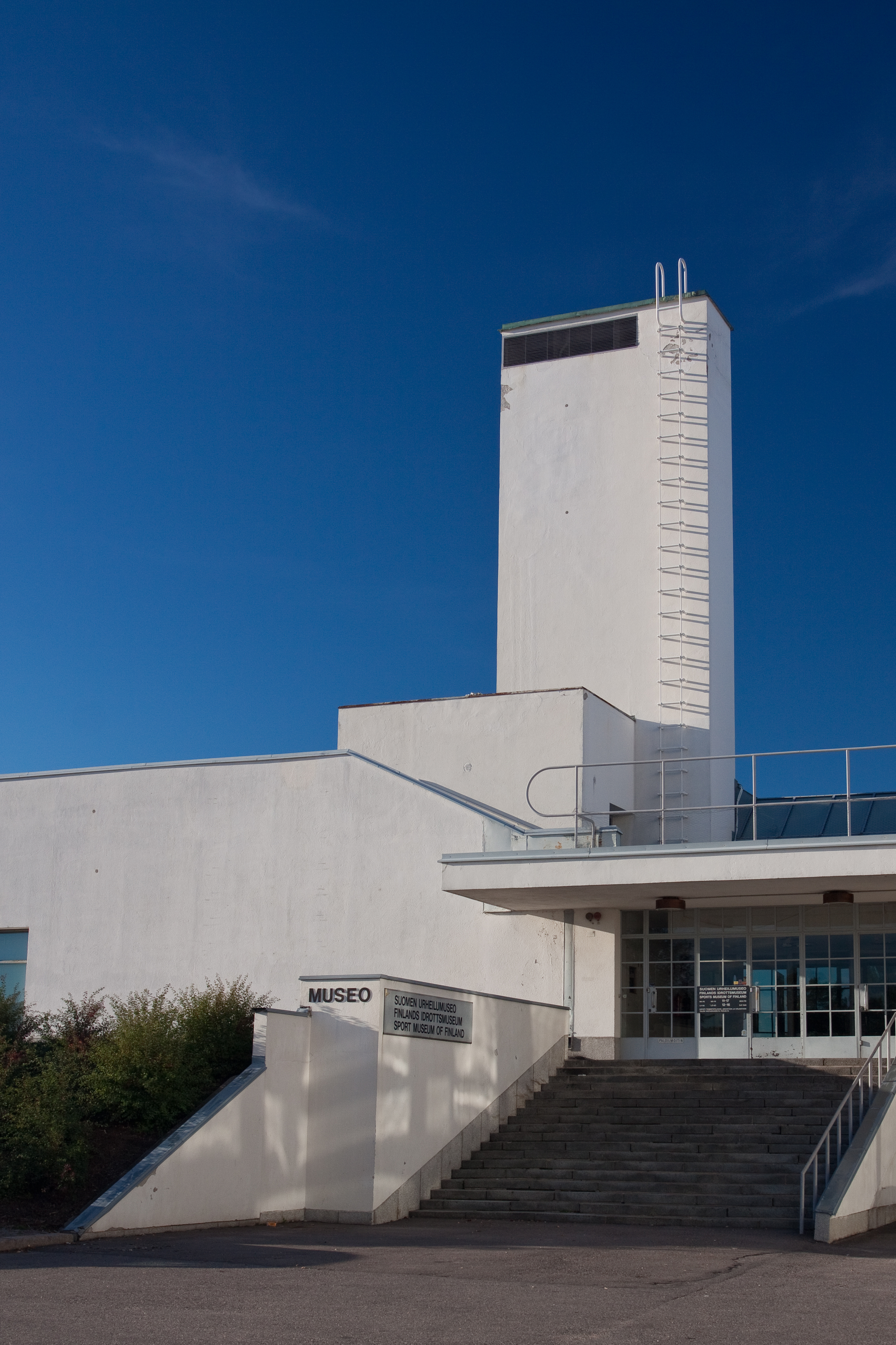
Музей финского спорта в комплексе Олимпийских сооружений (Хельсинки)

Музей финского спорта (фин. Suomen Urheilumuseo) – государственный специализированный музей, открытый в 1943 году для сбора и сохранения материалов по истории финского спорта. Сотрудники музея также исследуют становление национального спорта в прошлом и его состояние сегодня. Музей финского спорта сотрудничает с другими спортивными музеями, а также оказывает экспертную помощь по спортивным вопросам. Музей финского спорта находится в Хельсинки в комплексе Олимпийского стадиона. В том же комплексе также находятся Финская спортивная библиотека и Финский спортивный архив. Кроме того, к комплексу Музея финского спорта относится дом легендарного финского бегуна Пааво Нурми.

## История
Планы создания Музея Финского спорта возникли в Национальном спортивном комитете ещё в 1923 году. Основателем музея стал в 1925 году Тойво Оккола, за что он получил прозвище «отец Музея финского спорта». В конце 1920-х и в начале 1930-х годов первыми экспонатами музея стали игрушки и лыжи. В то время вся коллекция музея располагалась в одном учебном кабинете Второго финского женского училища в Хельсинки. В конце 1920 года государственная спортивная комиссия решила, что музей переедет в одно из зданий комплекса Олимпийского стадиона, когда он будет построен.
Музей финского спорта сначала работал под эгидой Национального спортивного комитета, но 2 марта 1938 года был создан Фонд Музея финского спорта. Заведующим музея стал тот же Тойво Оккола. В 1938 году Олимпийский стадион был построен, и в нём уже планировалось открыть Музей финского спорта, но переезд был отложен из-за планов проведения Олимпийских игр в Хельсинки в 1940 году, так как все помещения предполагалось использовать для организаторов Олимпийских игр. Однако из-за Второй мировой войны Олимпийские игры были отменены, и музей все-таки переехал на стадион в 1940 году. Открытие Музея финского спорта состоялось 06.08.1943, во время Второй мировой войны До открытия Тойво Оккола удалось собрать такие уникальные экспонаты, как изготовленные на заказ позолоченные шиповки бегуна Пааво Нурми, копьё копьеметателя Матти Ярвинена и самая первая золотая олимпийская медаль Финляндии, выигранная борцом Вернером Векманом.
Музей был открыт только полгода, потому что в 1944 году его пришлось закрыть из-за активизации военных действий. Военные использовали помещения музея в военных целях, однако в октябре 1945 года музей был вновь открыт для публики. Это произошло после ремонта здания, которое было повреждено во время бомбардировок, и возвращения коллекции музея. В начале 1946 года в комплексе стадиона была открыта Финская спортивная библиотека. Первым библиотекарем стала Анни Коллан. В 1952 году музей на некоторое время вывезли из-за проведения XV Олимпийских игр в Хельсинки: он переехал в Финскую общую школу города Хельсинки (фин. Helsingin Suomalainen yhteiskoulu).
В 1954 году музей организовал первую временную выставку в честь столетнего юбилея Ивара Вилскмана, называемого «отцом финского спорта». В конце 1950-х годов коллекция музея была описана по музейным стандартам. Работа, которую по причине скудости средств осуществлял нанятый студент, продолжалась до конца 1960-х годов. В 1963 году площадь музея и библиотеки была расширена в три раза по проекту архитектора Тойво Янтти. После этого музей расширялся ещё трижды: в 1982–1983 гг., 1991–1992 гг. и 1997–1998 гг.
В 1977 году в музее появились первые штатные сотрудники, которые работали целый рабочий день. Кроме заведующего музея, в штат музея вошли библиотекарь и вахтёр-уборщик. В 1993 году Министерство образования официально присвоило музею статус специализированного музея спорта, несущего ответственность за хранение спортивных материалов в Финляндии и их использование.

## Коллекция
Коллекция Музея финского спорта состоит из 30000 экспонатов и 2000 спортивных афиш и плакатов, посвящённых различным разделам физической культуры. Самым старым предметом музея является лыжа возрастом не менее 2,5 тысяч лет. Самые современные объекты – спортивное снаряжение, например, хоккейный свитер хоккеиста Теему Селянне и бутсы футболиста Микаела Форсела. В основном в музей экспонаты передаются бесплатно. Музею дарят свою экипировку самые известные финские спортсмены, например хоккеист Яри Курри, а также бегун Пааво Нурми, чья специальная позолоченная спортивная обувь является одним из самых известных объектов музея вместе с коллекцией медалей «летающего лыжника» – прыгуна с трамплина Матти Нюкянена. Кроме того, музей имеет огромную коллекцию объектов с XV Олимпийских игр, прошедших в Хельсинки.
Музей собирает афиши и спортивные плакаты. Самые старые плакаты датируются началом XX века. Большинство плакатов – это анонсы национальных спортивных соревнований, а также плакаты, связанные с международными соревнованиями, главным образом Олимпийскими играми. Основная экспозиция представляет более 1000 предметов для публики, но это только небольшая часть всей коллекции. Виртуальная выставка на веб-сайте музея даёт возможность лучше познакомиться с коллекцией музея.

## Коллекция фотографий
Музей финского спорта имеет большой архив фотографий, в котором более 200 000 фотоизображений. Самые давние фотографии относятся к концу XIX века. В основном фотографии датируются 1970-ми годами, но в коллекции имеются и современные фотографии. Музей располагает огромной коллекцией фотоматериалов об Олимпийских играх 1952 года. Эта коллекция состоит из 10 000 негативов и считается самой большой специальной коллекцией в музее.

## Руководство
Музей финского спорта работает при поддержке Фонда Музея финского спорта, основанного в 1938 году. При фонде также работают Финская спортивная библиотека, Финский спортивный архив и информационная служба. С 1977 года в музее появились собственные штатные руководители. В должности директора музея работали Антти О. Арпонен (1977–1979) и Ристо Ниеминен (1980–1986). С 1986 года по настоящий день директором музея работает Пекка Хонканен. Председателем Фонда Музея финского спорта является доктор философии Кеиё К. Кулха.